# Croton monogynus
Espèce
Classification APG III (2009)
Croton monogynus est une espèce de plantes à fleurs du genre Croton et de la famille des Euphorbiaceae présente à l'est de Cuba.

## Synonymes
- Croton heteropleurus Urb.
- Croton incrustatus Urb.
- Croton moanus Urb.